# Balitoridae
Balitoridae é uma família de peixes da Eurásia . A maioria das espécies são reofílicas, vivendo em correntes e riachos bastante oxigenados.As espécies da subfamília Balitorinae vivem em correntes rápidas, por isso tem modificado as barbatanas ventrais  usasas para fixar-se nas pedras. o número de similaridades com a família(Cobitidae), são  os vários barbos ao redor da boca. Eles não devem ser confundidos com os peixes da família Loricaridae,visto que os mesmos pertencem a ordem dos siluriformes.
A família inclui 600 espécies e mais de 60 gêneros.  Múitas das espécies são populares em aquários.